# D.J. Jazzy Jeff & The Fresh Prince-diszkográfia
Ez a szócikk az amerikai hip-hop duó D.J. Jazzy Jeff & The Fresh Prince diszkográfiája, mely 5 stúdióalbumot, 4 válogatásalbumot, és 14 kislemezt tartalmaz.

## Albumok

### Stúdióalbumok
| Rock the House                                                        | - Megjelent: 1987. március 19. - Label: Jive - Formátum: LP, MC, CD | 83 | 24 | —  | —  | —  | —  | —  | 97 | - RIAA: Arany      |
| He’s the DJ, I’m the Rapper                                           | - Megjelent: 1988. március 29. - Label: Jive - Formátum: LP, MC, CD | 4  | 5  | —  | 23 | —  | 47 | —  | 68 | - RIAA: 3× Platina |
| And in This Corner...                                                 | - Megjelent: 1989. április 17. - Label: Jive - Formátum: LP, MC, CD | 39 | 19 | 77 | 43 | —  | —  | —  | —  | - RIAA: Arany      |
| Homebase                                                              | - Megjelent: 1991. július 23. - Label: Jive - Formátum: LP, MC, CD  | 12 | 5  | —  | 33 | —  | 43 | —  | 69 | - RIAA: Platina    |
| Code Red                                                              | - Megjelent: 1993. október 12. - Label: Jive - Formátum: LP, MC, CD | 64 | 39 | 25 | —  | 54 | —  | 35 | 50 | - RIAA: Arany      |
| "—" nem volt slágerlistás helyezés, vagy nem jelent meg az országban. |                                                                     |    |    |    |    |    |    |    |    |                    |

### Válogatás albumok
| Greatest Hits                                                         | - Megjelent: 1998. május 19. - Label: Jive - Formátum: MC, CD          | 144 | 93 | 65 | 38 | 32 | 20 |
| Before the Willennium                                                 | - Megjelent: 2000. március 7. - Label: Collectables - Formátum: MC, CD | —   | —  | —  | —  | —  | —  |
| Platinum & Gold Collection                                            | - Megjelent: 2003. augusztus 19. - Label: Jive - Formátum: CD          | —   | —  | —  | —  | —  | —  |
| The Very Best of Jazzy Jeff & The Fresh Prince                        | - Megjelent: 2006. június 6. - Label: Jive - Formátum: CD              | —   | —  | —  | —  | —  | —  |
| "—" nem volt slágerlistás helyezés, vagy nem jelent meg az országban. |                                                                        |     |    |    |    |    |    |

## Kislemezek
| Cím                                                                   | Év   | Legjobb slágerlistás helyezés | Legjobb slágerlistás helyezés | Legjobb slágerlistás helyezés | Legjobb slágerlistás helyezés | Legjobb slágerlistás helyezés | Legjobb slágerlistás helyezés | Legjobb slágerlistás helyezés | Legjobb slágerlistás helyezés | Legjobb slágerlistás helyezés | Legjobb slágerlistás helyezés | Díjak, jelölések                                           | Album                       |
| Cím                                                                   | Év   | US                            | US R&B                        | AUS                           | CAN                           | GER                           | IRE                           | NED                           | NZ                            | SWI                           | UK                            | Díjak, jelölések                                           | Album                       |
| --------------------------------------------------------------------- | ---- | ----------------------------- | ----------------------------- | ----------------------------- | ----------------------------- | ----------------------------- | ----------------------------- | ----------------------------- | ----------------------------- | ----------------------------- | ----------------------------- | ---------------------------------------------------------- | --------------------------- |
| "Girls Ain’t Nothing but Trouble"                                     | 1986 | 57                            | 81                            | 142                           | —                             | —                             | —                             | 96                            | —                             | —                             | 21                            |                                                            | Rock the House              |
| "The Magnificent Jazzy Jeff"                                          | 1986 | —                             | 61                            | —                             | —                             | —                             | —                             | —                             | —                             | —                             | 93                            |                                                            | Rock the House              |
| "A Touch Of Jazz"                                                     | 1987 | —                             | 65                            | —                             | —                             | —                             | —                             | —                             | —                             | —                             | 79                            |                                                            | Rock the House              |
| "Brand New Funk"                                                      | 1987 | —                             | 76                            | —                             | —                             | —                             | —                             | —                             | —                             | —                             | —                             |                                                            | He’s the DJ, I’m the Rapper |
| "Parents Just Don't Understand"                                       | 1988 | 12                            | 10                            | 49                            | 28                            | —                             | —                             | —                             | 13                            | —                             | 87                            | - RIAA: Arany                                              | He’s the DJ, I’m the Rapper |
| "A Nightmare On My Street"                                            | 1988 | 15                            | 9                             | —                             | 61                            | —                             | —                             | —                             | —                             | —                             | —                             |                                                            | He’s the DJ, I’m the Rapper |
| "I Think I Can Beat Mike Tyson"                                       | 1989 | 58                            | 23                            | 52                            | —                             | —                             | —                             | —                             | 39                            | —                             | 94                            |                                                            | And in This Corner…         |
| "The Groove"                                                          | 1990 | —                             | 70                            | —                             | —                             | —                             | —                             | —                             | —                             | —                             | —                             |                                                            | And in This Corner…         |
| "Summertime"                                                          | 1991 | 4                             | 1                             | 52                            | 29                            | 12                            | 14                            | 12                            | 5                             | 11                            | 8                             | - RIAA: Platina - BPI: Ezüst                               | Homebase                    |
| "Ring My Bell"                                                        | 1991 | 20                            | 22                            | 58                            | —                             | —                             | —                             | 11                            | 6                             | 29                            | 53                            | - RIAA: Arany                                              | Homebase                    |
| "The Things That U Do"                                                | 1992 | —                             | 43                            | —                             | —                             | —                             | —                             | 21                            | 29                            | —                             | —                             |                                                            | Homebase                    |
| "The Fresh Prince of Bel-Air"                                         | 1992 | —                             | —                             | —                             | —                             | —                             | —                             | 4                             | —                             | —                             | —                             |                                                            | nem album dal               |
| "I Wanna Rock"                                                        | 1993 | —                             | —                             | —                             | —                             | —                             | —                             | —                             | —                             | —                             | —                             |                                                            | Code Red                    |
| "Boom! Shake the Room"                                                | 1993 | 13                            | 21                            | 1                             | —                             | 8                             | 1                             | 18                            | 2                             | 8                             | 1                             | - RIAA: Platina - ARIA: Platinum - GER: Arany - BPI: Ezüst | Code Red                    |
| "I'm Looking for the One (To Be with Me)"                             | 1993 | 79                            | 70                            | 48                            | —                             | 88                            | 21                            | 36                            | 18                            | —                             | 24                            |                                                            | Code Red                    |
| "Can't Wait to Be with You"                                           | 1994 | —                             | —                             | —                             | —                             | —                             | —                             | —                             | 16                            | —                             | 29                            |                                                            | Code Red                    |
| "Twinkle Twinkle (I'm Not A Star)"                                    | 1994 | —                             | —                             | —                             | —                             | —                             | —                             | —                             | —                             | —                             | 62                            |                                                            | Code Red                    |
| "Lovely Daze"                                                         | 1998 | —                             | —                             | —                             | —                             | —                             | —                             | —                             | —                             | —                             | 37                            |                                                            | Greatest Hits               |
| "—" nem volt slágerlistás helyezés, vagy nem jelent meg az országban. |      |                               |                               |                               |                               |                               |                               |                               |                               |                               |                               |                                                            |                             |